# مایک سنگستر
 مایک سنگستر (انگلیسی: Mike Sangster؛ زاده ۱۱ سپتامبر ۱۹۴۰ درگذشته ۳۰ آوریل ۱۹۸۵) یک تنیس‌باز اهل بریتانیا بود. 